# Governatorato di al-Zarqa
Il governatorato di al-Zarqa (in arabo نحافظة الزرقاء‎‎?, muḥāfaẓat al-Zarqāʾ) è uno dei dodici governatorati della Giordania. Il capoluogo è la città di al-Zarqa.
Zarqa confina con altri governatorati giordani come il Governatorato di Jerash e quello di Balqa a Ovest, il Governatorato di Mafraq a Nord e il Governatorato di Amman a Sud. A Est confina con lo stato dell'Arabia Saudita e a parte il fiume Zarqa che attraversa e dà il nome al Governatorato, non ci sono altri sbocchi in mare o laghi. La città più importante e popolata è Zarqa che è anche il capoluogo del Governatorato.